# Von Hier an Blind
Von Hier an Blind (em português, algo como: cegos, de agora em diante), é o segundo álbum da banda alemã Wir sind Helden, lançado em 4 de abril de 2005 pelo selo Labels, subsidiário da EMI. O álbum atingiu a 1ª posição do Top 100 alemão em 18 de abril, ficando durante 20 semanas no Top 10 e a 16ª posição no iTunes Chart Albums. 
Comparado ao disco de estréia, Von Hier an Blind apresenta uma banda mais amadurecida, com Holofernes subtituindo a temática sobre super-heróis que havia, de fato, predominado em Die Reklamation, por letras reflexivas e críticas em relação à indústria musical e à própria banda. Os teclados sintetizadores que já haviam caracterizado o som da banda até então (lhes rendendo um estranho rótulo de Synth-Punk-Pop), foram preteridos por um instrumental mais básico, calcado em guitarras, baixo e bateria. Apesar das diversas modificações, Von Hier an Blind conseguiu suplantar o sucesso de seu predecessor.
Meses depois do lançamento do disco, a banda ainda gravaria músicas em inglês, francês e até mesmo japonês, para possíveis lançamentos em outros mercados.

## Lista de faixas
1. Wenn es passiert (Holofernes, Tourette) – 3:33
2. Echolot (Holofernes, Tavassol, Tourette) – 4:31
3. Von hier an blind (Holofernes, Tavassol, Tourette) – 3:30
4. Zuhälter (Holofernes, Tourette) – 3:30
5. Ein Elefant für dich (Holofernes, Roy, Tavassol, Tourette) – 4:42
6. Darf ich das behalten (Holofernes, Tavassol, Tourette) – 3:18
7. Wütend genug (Holofernes, Tavassol) – 4:29
8. Geht auseinander (Holofernes, Roy, Tavassol, Tourette) – 3:10
9. Zieh dir was an (Holofernes, Roy, Tavassol, Tourette) – 3:26
10. Gekommen um zu bleiben (Holofernes, Tourette) – 3:10
11. Nur ein Wort (Holofernes, Roy, Tavassol, Tourette) – 3:56
12. Ich werde mein Leben lang üben, dich so zu lieben, wie ich dich lieben will, wenn du gehst (Holofernes, Roy) – 2:52
13. Bist du nicht müde'!' (Holofernes, Roy) – 3:53

## Singles

### Gekommen um zu bleiben
1. Gekommen um zu bleiben - 3:11
2. Gekommen um zu bleiben (Demo) - 2:45
3. Keine Angst mehr - 2:54

### Nur ein Wort
1. Nur ein Wort - 3:56
2. Halt dich an deiner Liebe fest (live 2003) (Möbius/Seitz) - 4:16
3. Gekommen um zu bleiben (Moonbootica Remix) - 5:43
4. Nur ein Wort (Demo 2001) - 3:07
5. Nur ein Wort (Demo 2004) - 3:13
6. Abendbrot Remix (gekommen um zu essen) - 1:11

### Von hier an blind
1. Von hier an blind - 3:22
2. Friede, Freude, Lagerfeuer - 3:09
3. Von hier an blind (japanische Version) - 3:32
4. In mir drin - 3:02

### Wenn es passiert
1. Wenn es passiert - 3:34
2. Rüssel an Schwanz (live) - 7:23
3. Ausser dir (live) - 3:56